# دونالد مک‌واترز
دونالد مک‌واترز (انگلیسی: Donald McWatters؛ زادهٔ ۲۳ ژانویهٔ ۱۹۴۱) بازیکن هاکی روی چمن اهل استرالیا است.